# Новак Василь Васильович
Васи́ль Васи́льович Но́вак (нар. 31 травня 1985 — пом. 16 липня 2014) — старший лейтенант  (посмертно- капітан )Збройних сил України, учасник російсько-української війни.

## Життєпис
Народився 31 травня 1985 року в Новгородці. Закінчив 9 класів Новгородківської ЗОШ № 1, Криворізький військовий ліцей, 2007-го — Харківський інститут танкових військ.
Старший лейтенант, заступник командира 1-ї механізованої роти з озброєння 28-ї окремої механізованої бригади.
На фронті з перших днів війни. Загинув у бою в прикордонному селі Маринівка (Шахтарський район) 16 липня 2014. 16 липня 2014 Колона з 3 БМП заїхала в село й натрапила на російських терористів. У машину Василя влучив снаряд з танка. Тоді ж загинули молодший сержант Андрій Майданюк, солдати Костянтин Ковальчук й Віталій Шум.
Довгий час Василя розшукували рідні, офіційних підтверджень його смерті не було, тільки розповіді однослуживців, проводились експертизи ДНК. У вересні загибель Василя була підтверджена.
Залишились вагітна дружина, батьки, молодша сестра. 30 жовтня у Василя народилася дочка — Новак Василіна Василівна, названа в честь батька.
Похований у Новгородці 14 вересня 2014-го з військовими почестями.

## Нагороди та вшанування
- 15 травня 2015 року — за особисту мужність і героїзм, виявлені у захисті державного суверенітету та територіальної цілісності України, вірність військовій присязі під час російсько-української війни, відзначений — нагороджений орденом Богдана Хмельницького III ступеня[1]
- 22 липня 2015-го в Новгородці відкрито меморіальні дошки воїнам Олександру Агапову та Василю Новаку.
- відзнака Кіровоградської області «За мужність та відвагу» (посмертно).
- 6 грудня 2024 року в м.Одеса, де проживає сім'я Василя Новака, на Алеї Героїв м.Одеси, в парку ім. Т.Г.Шевченка відкрито стенд на честь Новак Василя Васильовича,героїчно загиблого за Незалежність та територіальну цілісність України .